# Furkan Aydın
Furkan Aydın (* 22. Februar 1991 in Adapazarı) ist ein türkischer Fußballspieler.

## Karriere

### Verein
Seinen ersten Einsatz im Profikader von Sakaryaspor hatte er am 25. September 2008 im türkischen Fußball-Pokalwettbewerb gegen Denizlispor. Sein erstes Spiel in der TFF 1. Lig bestritt er am 30. November 2008 gegen Kardemir Karabükspor.
Im Frühjahr 2009 wechselte er zu Fenerbahçe Istanbul, blieb aber bis zum Saisonende als Leihspieler bei Sakaryaspor. Zum Saisonende kam er dann zu Fenerbahçe. Im nachfolgenden wurde er in nahezu jeder Spielzeit an Vereine der TFF 2. Lig bzw. TFF 3. Lig ausgeliehen.

### Nationalmannschaft
Aydın durchlief die türkische U-17-, U-18- und die U-19-Nationalmannschaft.